# Karel Nováček (tennisser)
Karel Nováček (Prostějov, 30 maart 1965) is een voormalig Tsjechische tennisspeler. Hij werd in 1984 professional.

## ATP-toernooien
Op het Dutch Open in Hilversum was Karel Nováček driemaal winnaar, in 1989, 1992 en 1994. Eind 1991 stond hij op de 8ste plaats van de wereldranglijst.

## Overwinningen
In totaal heeft hij 8 overwinningen gehaald in het dubbelspel, tweemaal met Wilander (Praag en Santiago), tweemaal met landgenoot Martin Damm (Zaragoza en Ostrava), en eenmaal met Korda (Berlijn) en Stanovič (Praag). In het enkelspel heeft hij 13 overwinningen behaald:
| Jaar | Plaats     | Finale                      | Stand                   |
| ---- | ---------- | --------------------------- | ----------------------- |
| 1986 | Washington | Nováček – Tulasne (Fr.)     | 6-1, 7-6                |
| 1989 | Hilversum  | Nováček – Sánchez (Sp.)     | 6-2, 6-4                |
| 1990 | München    | Nováček – Muster (Oost.)    | 6-4, 6-2                |
| 1991 | Auckland   | Nováček – Fleurian (Fr.)    | 7-6, 7-6                |
| 1991 | Hamburg    | Nováček – Gustafsson (Zwe.) | 6-3, 6-3, 5-7, 0-6, 6-1 |
| 1991 | Kitzbühel  | Nováček – Gustafsson (Zwe.) | 7-6, 7-6, 6-2           |
| 1991 | Praag      | Nováček – Gustafsson (Zwe.) | 7-6, 6-2                |
| 1992 | Hilversum  | Nováček – Arrese (Sp.)      | 6-2, 6-3, 2-6, 7-5      |
| 1992 | San Marino | Nováček – Clavet (Sp.)      | 7-5, 6-2                |
| 1992 | Praag      | Nováček – Davín (Arg.)      | 6-1, 6-1                |
| 1993 | Dubai      | Nováček – Santoro (Fr.)     | 6-4, 7-5                |
| 1993 | Zaragoza   | Nováček – Svensson (Zwe.)   | 3-6, 6-2, 6-1           |
| 1994 | Hilversum  | Nováček – Fromberg (Austr.) | 7-5, 6-4, 7-6           |

## Resultaten grandslamtoernooien
| Legenda | Legenda                          |
| ------- | -------------------------------- |
| g.t.    | geen toernooi gehouden           |
| l.c.    | lagere categorie                 |
| –       | niet deelgenomen                 |
| G       | uitgeschakeld in de groepsfase   |
| 1R      | uitgeschakeld in de eerste ronde |
| 2R      | uitgeschakeld in de tweede ronde |
| 3R      | uitgeschakeld in de derde ronde  |
| 4R      | uitgeschakeld in de vierde ronde |
| KF      | uitgeschakeld in de kwartfinale  |
| HF      | uitgeschakeld in de halve finale |
| F       | de finale verloren               |
| W       | het toernooi gewonnen            |
| w-v     | winst/verlies-balans             |

### Enkelspel
| Toernooi        | 1984 | 1985 | 1986 | 1987 | 1988 | 1989 | 1990 | 1991 | 1992 | 1993 | 1994 | 1995 |
| --------------- | ---- | ---- | ---- | ---- | ---- | ---- | ---- | ---- | ---- | ---- | ---- | ---- |
| Australian Open | –    | –    | –    | –    | –    | –    | 3R   | 1R   | 2R   | –    | 3R   | 4R   |
| Roland Garros   | 3R   | 1R   | 1R   | KF   | 1R   | 3R   | 4R   | 1R   | 1R   | KF   | 1R   | 1R   |
| Wimbledon       | –    | –    | 1R   | 1R   | 2R   | 2R   | 3R   | 4R   | 1R   | 1R   | 1R   | 1R   |
| US Open         | –    | –    | 1R   | 1R   | –    | –    | 1R   | 3R   | –    | 3R   | HF   | 1R   |

### Mannendubbelspel
| Toernooi        | 1988 | 1989 | 1990 | 1991 | 1992 | 1993 | 1994 | 1995 | 1996 |
| --------------- | ---- | ---- | ---- | ---- | ---- | ---- | ---- | ---- | ---- |
| Australian Open | –    | –    | 2R   | 2R   | 3R   | –    | HF   | 2R   | –    |
| Roland Garros   | 2R   | 1R   | KF   | –    | 1R   | 2R   | 2R   | 3R   | 2R   |
| Wimbledon       | 1R   | 1R   | 1R   | 1R   | 1R   | 1R   | 3R   | 1R   | –    |
| US Open         | 1R   | –    | 1R   | 3R   | –    | F    | KF   | 2R   | 3R   |